# 錦城斎典山 (3代目)
三代目 錦城斎 典山（きんじょうさい てんざん、1864年3月14日（元治元年2月7日） - 1935年1月7日）は、講談師。本名∶青山 嶽次郎。

## 経歴
1864年、江戸神田多町の青山善蔵の子として生まれる。
14歳の時に聞いた三代目一龍斎貞山の「曽我物語」に感銘を受けて弟子入り、二代目一龍斎貞花を名乗る。二代目一龍斎貞丈を経て、1890年、五代目貞山を襲名。1907年（明治40年）、四代目一龍斎貞山の弟子の三代目一龍斎貞丈に貞山を譲り、自身は三代目錦城斎典山を襲名。

## 芸歴
- 1878年 - 三代目一龍斎貞山に入門、「貞花」を名乗る[1]。
- 「貞丈」を名乗る。
- 1890年 - 「貞山」を襲名[1]。
- 1907年 - 「三代目錦城斎典山」を襲名[1]。

## 弟子
- 一龍斎貞昌
- 一龍斎貞国
- 一龍斎貞輔 ‐ 本名：中山 惣吉 万延元年(逆算)‐明治42年6月14日 享年48
- 一龍斎貞海
- 一龍斎貞寿
- 一龍斎貞洲
- 一龍斎貞徳 ‐ 本名：岩崎 喜代太郎
- 一龍斎貞八
- 一龍斎貞鶴
- 一龍斎貞斎
- 一龍斎貞三
- 一龍斎貞観
- 一龍斎貞秀
- 一龍斎貞生
- 一龍斎貞凌
- 昇龍斎清麟
- 一龍斎貞信
- 玉木蕃山
- 昇龍斎丈海
- 六代目一龍斎貞山
- 四代目昇龍斎貞丈

## 家族
- 竹本越花（母）
- 二代目花柳壽楽（次男）